# 井伊直滋
井伊 直滋（いい なおしげ）は、江戸時代前期の近江国彦根藩の世嗣。官位は従四位下・侍従、靱負佐。

## 経歴
2代藩主・井伊直孝の長男として誕生。実母は遠藤氏。正室は井伊直勝（直滋の伯父にあたる）の娘。
江戸城下で育ち幼少の頃から2代将軍徳川秀忠・家光父子に寵愛され、幕臣筆頭の家柄の嫡男として何不自由なく育ったために我が強い性格で、父とたびたび対立し言い争うことが多く、質素倹約を旨とした父に気に入られなかったと言われている。家光に「直滋が家を継いだら百万石をやる」と言われたと聞き、驕らず謙虚な姿勢に徹していた直孝が激怒したという話も伝わる。
寛永4年（1627年）、叙任する。幕閣で多忙な父・直孝に代わり、領地の国政を沙汰することもあった。しかし万治元年（1658年）に廃嫡され（家譜には「病によりて」とある）、突然出家して湖東三山の一つ百済寺に遁世した。
代わって末弟・直澄が世子となった。寛文元年（1661年）に死去した。享年50。